# Karlsplatz
Karlsplatz ("Plaza Carles") és una plaça de Viena situada en els límits entre el primer i el quart districte.

## Arquitectura
És un dels punts millor connectats i més visitats de la ciutat. A la Karlplatz hi ha la Kalrskirche o Església de Sant Carles Borromeu. El Resselpark, adornat per nombrosos monuments, que ocupa la major part de la plaça i està situat al costat sud. L'Evangelische Schule (Escola Evangèlica) i la Technische Universität Wien també estan situades a la plaça.
Amb la Karlskirche presidint-la, té un estany d'aigua i una escultura d'Henry Moore i al davant, hi ha l'edifici del Museu de Viena i l'edifici d'assegurances Winterthur. Separada de la plaça, en el costat Nord hi ha els edificis de la Wiener Musikverein, el Kunstlerhaus i la Handelsakademie (l'Escola de Negocis). A la pàgina web de l'associació Karlsplatz.org (Verein zur Förderung d. kulturellen Belebung öffentlicher Räume) hi ha disponible un vídeo de la plaça i una llista d'esdeveniments. Es pot accedir al primer districte mitjançant el Metro o a través del carrer Operngasse. Els pavellons de l'antiga estació de tramvia de Karlsplatz segueixen dempeus, malgrat la construcció del Metro de Viena, l'O-Bahn system.

## Art i cultura
L'exposició dels United Buddy Bears es va exhibir per primera vegada a Àustria l'any 2006, en la Plaza Carlos. La inauguració va comptar amb la presència de Christiane Hörbiger, actriu cinematogràfica i ambaixadora d'UNICEF. Segons la Ciutat de Viena, col·laboradora del projecte, prop d'un milió de visitants es van apropar a la mostra al llarg de les seves sis setmanes de durada.